# Ка Карењато (Венеција)
Ка Карењато (итал. Ca' Caregnato) је насеље у Италији у округу Венеција, региону Венето.
Према процени из 2011. у насељу је живело 77 становника. Насеље се налази на надморској висини од 1 м.